# Козацька гармата
Козацька гармата — велика або мала гармата (деякі навіть нарізні), яка виготовлялась козаками з міді, чавуну й заліза та використовувалась ними у бою. Стріляв з гармати гармаш. Стріляли гармаші з гармати чавунними та залізними ядрами, гранатами, запалювальними снарядами, картеччю й зарядами в торбинках, наповнених порохом і кулями.
Часто козаки виготовляли гармати, а також захоплювали гармати у ворогів, або замовляли їх виготовлення у різних іноземних майстрів. Козаки дуже цінували артилерію, вони вважали, що правильно влаштована артилерійська підготовка та оборона, можуть стати головними чинниками успіху в битвах.
Козацька артилерія складалася з гармат переважно місцевого виробництва, метал для яких виплавляли на руднях України — київських, чернігівських та інших, а також з трофейних гармат (захоплених у турецьких фортецях, польських прикордонних замках та під час визвольних воєн).
Особливо високим рівнем гарматної справи й виробництва зброї відзначалася Запорозька Січ. Ковалі, зброярі, ливарники виготовляли тут рушниці, списи, шаблі, виливали ядра та гармати. Запорозька армата (до сотні гармат) зберігалась у січовій пушкарні. Розвиток козацької армати не відставав від загального європейського поступу. Гармати оздоблювалися майстрами-художниками.
Упродовж Національно-визвольної війни 1648—1657 pp. козацька артилерія чисельно дуже зросла. Якщо 1648 року, повстанці на чолі з Богданом Хмельницьким вийшли із Січі з трьома гарматами, то у битві під Берестечком (1651) козацьке військо мало вже понад сто гармат, і кількісно й якісно переважала польсько-шляхетську.

## Історія
Уперше на українській землі гармати з'явилися у Львові — 1468 року тут постала ливарня. А з кінця XVI ст. Львів стає центром виробництва гармат для всієї України. У великих українських містах: Києві, Стародубі, Почепі, Новгороді-Сіверському — здавна існували ливарні, що виробляли гармати. Майстерним виготовленням гармат славилися пушкарі з Білої Церкви та Остра.
Козацька армата розміщувалася в різних містах України — Корсуні, Каневі, Чигирині і Крилові. Козацтво дуже цінувало свою армату, вона вважалася одним із військових «клейнодів» (знаків влади). 1632 р. козацькі гармати освятив сам київський митрополит Петро Могила.

## Козацька артилерія
Артилерія поділялася на генеральну, полкову, сотенну. При гетьмані було ЗО, у кожному полку по 5-6 гармат. Водночас, значна частина козацької артилерії стояла у фортецях, зокрема в містах Білоцерківського полку розміщувалося 50 гармат. Для утримання армати були визначені села, в яких від кожного селянського двору брали податок.
Запорозька артилерія була здебільшого легка й рухлива, що зумовлювалося потребою швидко пересуватися степовими просторами, а також порівняно невеликими розмірами козацьких суден. Особливо поширені були гармати-фальконети, які використовувались у морських походах. Частину важких гармат закріплювали на лафетах із колесами та без коліс, перевозили на возах, що називалися «палубами» в які впрягали четверо або шестеро коней.

## Різновиди козацьких гармат

### Гаківниця
Використовувалась в 16-18 століттях для бойової (ядрами або ж дробом) стрільби. Для зменшення віддачі під час стрільби, до прикладу кріпився гак (в нашому примірнику удосконалений), яким зброя зачіплювалась за мур замку, або ж за інший важкий предмет (палісад, віз).
Основні показники і властивості: калібр, 32 мм; вага дула, 15 кг; вага зразку, 31 кг; матеріал дула — сталь; вага порохового заряду, 40 грам.

### Гармата-трійник 60 мм
Застосовувалась в 15-18 століттях для бойової (ядрами чи дробом) стрільби. Бокові дула призначались для збільшення щільності вогню та швидкострільності установки. Основні показники і властивості: калібр головного дула, 60 мм; калібр бокових дул, 48 мм; вага головного дула, 96 кг; вага бокового дула, 41 кг; вага лафета з колесами, 52 кг; вага зразку, 230 кг; приблизна дальність пострілу головного калібру, 2 км.

### Гармата-трійник 40 мм
Використовувалась в 15-18 століттях для бойової (ядрами або дробом) стрільби. Наявність трьох дул давала збільшення щільності вогню та швидкострільності установки. Основні показники і властивості: калібр, 40 мм; вага дула, 24 кг; вага моделі, 130 кг; приблизна дальність польоту ядра — 1,6 км.

### Корабельна гармата (фальконет)
Фальконет — дрібнокаліберна гармата, з якої стріляли невеличкими свинцевими ядрами. В XVI-XVIII століттях фальконетами озброювали козацькі кораблі (чайки). Фальконети застосовували також під час оборони козацьких таборів, хоча, як протипіхотний чи проти-кіннотний засіб, вони були менш дієвими, ніж у морському бою.

### Гармата-салютівка або Мортира
Використовувалась в 16-18 століттях для салютної, а також бойової (ядрами або ж дробом) стрільби. Дуло розміщене на мортирному лафеті. Основні показники та властивості: калібр, 40 мм; довжина дула, до запального отвору 310 мм, до хвостовика (загальна довжина дула) 430 мм; вага дула, 24 кг; вага зразку, 35 кг; матеріал дула — сталь; матеріал лафета — дуб.